# Sherine Hanaey
 (mai 2021).
La mise en forme du texte ne suit pas les recommandations de Wikipédia : il faut le « wikifier ».
Les points d'amélioration suivants sont les cas les plus fréquents. Le détail des points à revoir est peut-être précisé sur la page de discussion.
- Les titres sont pré-formatés par le logiciel. Ils ne sont ni en capitales, ni en gras.
- Le texte ne doit pas être écrit en capitales (les noms de famille non plus), ni en gras, ni en italique, ni en « petit »…
- Le gras n'est utilisé que pour surligner le titre de l'article dans l'introduction, une seule fois.
- L'italique est rarement utilisé : mots en langue étrangère, titres d'œuvres, noms de bateaux, etc.
- Les citations ne sont pas en italique mais en corps de texte normal. Elles sont entourées par des guillemets français : « et ».
- Les listes à puces sont à éviter, des paragraphes rédigés étant largement préférés. Les tableaux sont à réserver à la présentation de données structurées (résultats, etc.).
- Les appels de note de bas de page (petits chiffres en exposant, introduits par l'outil «  Source ») sont à placer entre la fin de phrase et le point final[comme ça].
- Les liens internes (vers d'autres articles de Wikipédia) sont à choisir avec parcimonie. Créez des liens vers des articles approfondissant le sujet. Les termes génériques sans rapport avec le sujet sont à éviter, ainsi que les répétitions de liens vers un même terme.
- Les liens externes sont à placer uniquement dans une section « Liens externes », à la fin de l'article. Ces liens sont à choisir avec parcimonie suivant les règles définies. Si un lien sert de source à l'article, son insertion dans le texte est à faire par les notes de bas de page.
- La présentation des références doit suivre les conventions bibliographiques. Il est recommandé d'utiliser les modèles {{Ouvrage}}, {{Chapitre}}, {{Article}}, {{Lien web}} et/ou {{Bibliographie}}. Le mode d'édition visuel peut mettre en forme automatiquement les références.
- Insérer une infobox (cadre d'informations à droite) n'est pas obligatoire pour parachever la mise en page.

Pour une aide détaillée, merci de consulter Aide:Wikification.
Si vous pensez que ces points ont été résolus, vous pouvez retirer ce bandeau et améliorer la mise en forme d'un autre article.
Sherine Ahmed Hanaei (en arabe : شيرين هنائي) est une romancière et scénariste égyptienne, née en 1975, diplômée de la Faculté des Beaux-Arts, département de graphisme et d'animation. Elle écrit dans le domaine de l'horreur philosophique.

## Œuvres publiées
- Hanaey, Sherin, Contes sombres interdits: pâte de lune, Dar Al-Masry pour l'édition et la distribution, 2011 (ISBN 978-977-6378-37-7, OCLC 1120052805, lire en ligne)
- Pâte de lune = Moon's dough, 2011 (OCLC 1230010699, lire en ligne)
- Sherin, Hanaey et Ḥanān Karārjī, Mourir un autre jour: histoires illustrées, 2012 (ISBN 978-977-5153-22-7, OCLC 882461165, lire en ligne)
- Nécrophilie: un roman, 2014 (ISBN 978-977-5153-03-6, OCLC 914344367, lire en ligne)
- Sherin, Hanaey, Boîte de marionnettes: un roman, 2014 (ISBN 978-977-5153-20-3, OCLC 932076446, lire en ligne)
- Sherin Hanaey, Tughra: un roman, 2014 (ISBN 978-977-5153-40-1, OCLC 883392241, lire en ligne)
- Sherin, Hanaey, Loups de Yellowstone, 2015 (ISBN 978-977-5153-62-3, OCLC 902936540, lire en ligne)
- Sherin, Hanaey, Les voyages des fins: un roman, Nasr City, Le Caire, Al-Riwaq pour l'édition et la distribution, 2017 (OCLC 973651865, lire en ligne)
- Sherin, Hanaey, Shadow Playgrounds: un roman, 2019 (ISBN 978-977-824-045-0, OCLC 1107433625, lire en ligne)

## Séries
- Farah : série stop motion[2] ;
- Sinuhe :  série animée ;
- Hakaza Kan Elnaby :  série animée[3] ;
- Rooq Ya Marzouq : dessin animé [4] ;
- Hara Umm Dunia : série comique[5] ;
- Umm Logy : série animée YouTube.

## Voir également
- Liste d'écrivains égyptiens